# 인천광역시의료원
인천광역시의료원(仁川廣域市醫療院, Incheon Metropolitan City Medical Center)은 인천광역시를 관할하는 인천광역시청 산하의 공공병원이다.
산하에 1개 분원 (백령병원)을 두고 있다.

## 본원

### 주소
인천광역시 동구 방축로 217

### 연혁
- 1883년 일본영사관 부속 관립 인천일본의원 설치
- 1888년 인천공립의원 설치
- 1897년 인천공립의원 폐지
- 1900년 인천거류민단립병원 설치
- 1910년 인천부립병원으로 변경
- 1932년 경기도립 인천의원으로 변경
- 1948년 경기도립 인천병원으로 변경
- 1981년 인천직할시립병원으로 전환
- 1985년 지방공사 인천병원으로 변경
- 1994년 지방공사 인천의료원으로 변경
- 2006년 인천광역시의료원으로 변경

### 진료과목
내과, 소아청소년과, 정신건강의학과, 가정의학과, 신경과, 재활의학과, 외과, 산부인과, 정형외과, 이비인후과, 신경외과, 비뇨기과, 안과, 마취통증의학과(수술실), 영상의학과, 진단검사의학과, 직업환경의학과, 응급의학과(응급실), 치과

## 백령병원
- 주소 : 인천광역시 옹진군 백령면 진촌리 807-1

### 연혁
- 1967년 가톨릭의과대학 부속 김안드레아병원 개원
- 1974년 대한적십자사 백령적십자병원으로 변경
- 1995년 백령길병원으로 변경
- 2001년 지방공사인천의료원 백령병원으로 변경
- 2006년 인천광역시의료원 백령분원으로 변경

### 진료과목
내과, 정형외과, 산부인과, 소아청소년과, 마취통증과(수술실), 비뇨기과, 응급의학과(응급실), 안과

## 같이 보기
- 병원